# 19-я армия (Япония)
19-я армия (яп. 第19軍) — воинское подразделение японской Императорской армии, действовавшее во время Второй мировой войны.
Сформирована 19 декабря 1942 года под командованием генерала Томинага. Входила в состав 8-го фронта Южной группы армий, её основной задачей была гарнизонная служба в восточной части оккупированной Японией Голландской Ост-Индии, находившейся с 7 января 1943 под контролем Южной группы армий. Штаб-квартира располагалась в Амбоне.
30 октября 1943 года 19-я армия переподчинена 2-му фронту (организационно входившего в Квантунскую армию) в связи с планировавшимся Императорской Ставкой вторжением в северную часть Австралии.
Это вторжение, однако, так и не состоялось, а 19-я армия осталась на острове Амбон, отрезанная от снабжения в связи с проводимой Союзными войсками операцией «Картвил».
В результате 28 февраля 1945 года 19-я армия была расформирована, не поучаствовав в серьёзных боевых действиях.